# Guerra turco-veneciana (1499-1503)
La Guerra Turcoveneciana de 1499-1503, també coneguda com a Segona guerra turco-veneciana, fa referència al conjunt de batalles navals entre l'Imperi Otomà i la República de Venècia pel control de les terres que van ser controvertides entre les dues parts en el mar Egeu, la Mar Jònica i el mar Adriàtic.
La primera d'aquesta guerra, la batalla de Zonchio, va ser la primera batalla naval en la història en què es van usar canons en els vaixells contra altres vaixells (com a mínim, la primera de la que tenim documentació) Els turcs, sota el comandament de l'almirall Kemal Reis, van sortir victoriosos en aquests conflictes i van obligar els venecians a reconèixer les victòries otomanes el 1503, després que les incursions de la cavalleria turca arribessin al territori venecià, al nord d'Itàlia.

## La guerra
El gener de 1499, Kemal Reis va salpar d'Istanbul amb una força de deu galeres i quatre vaixells d'altre tipus, i el juliol de 1499 es va reunir amb una enorme flota otomana i es va fer càrrec del seu comandament per tal de lliurar una guerra a gran escala contra la República de Venècia. La flota otomana estava formada per 67 galeres, 20 galiots i al voltant de 200 embarcacions petites.
L'agost de 1499, Kemal Reis va derrotar la flota veneciana comandada per Antoni Grimani a la batalla de Zonchio. Va ser la primera batalla naval a la història amb canons utilitzats en els vaixells durant la navegació, i es va dur a terme en quatre dies: el 12 d'agost, el 20, el 22 i el 25. Després d'arribar al mar Jònic amb la gran flota otomana, Kemal Reis va trobar la flota veneciana de 47 galeres, 17 galiots i al voltant de 100 petits vaixells sota el comandament d'Antoni Grimani prop de Cap Zonchio, i va obtenir una important victòria. Durant la batalla, Kemal Reis va enfonsar la galera d'Andrea Loredan, un membre de la influent família Loredan de Venècia. Antoni Grimani va ser atrapat el 29 de setembre, però va ser alliberat.
El sultà otomà Baiazet II va dotar Kemal Reis de les 10 galeres venecianes capturades, i aquest va estacionar la seva flota a l'illa de Cefalònia, entre octubre i desembre de 1499. El desembre de 1499, els venecians van atacar Lepant amb l'esperança de recobrar els territoris perduts en el mar Jònic. Kemal Reis va salpar de Cefalònia i va tornar a arrabassar Lepant als venecians. Es va quedar a Lepant entre abril i maig de 1500, quan els seus vaixells van ser reparats per un exèrcit otomà de 15.000 artesans portats de la zona. Des d'allà, Kemal Reis va salpar i va bombardejar els ports de Venècia a l'illa de Corfú, i l'agost de 1500 ell, una vegada més, va derrotar la flota veneciana a la batalla de Modona (també coneguda com a Segona Batalla de Lepant). Kemal Reis va bombardejar la fortalesa de Modona per mar i va capturar la ciutat. Posteriorment es va enfrontar amb la flota veneciana davant les costes de Coró i van capturar la ciutat juntament amb un bergantí venecià. D'allà, Kemal Reis va navegar cap a l'Illa de Sapienza), i va enfonsar la galera veneciana "Lezza". El setembre de 1500, Kemal Reis va assaltar Voiussa i l'octubre es va presentar al Cap de Santa Maria, de l'Illa de Lèucada abans de posar fi a la campanya i tornar de nou a Istanbul el novembre. Amb la batalla de Modona, la flota i l'aclaparador exèrcit turc es van apoderar de la majoria de les possessions de Venècia a Grècia. Modona i Coró, els "dos ulls de la República", es van perdre. El Dux Agustí Barbarigo va demanar ajuda al Papa i als Reis Catòlics, i el 24 de desembre un exèrcit hispano-venecià comandat per Gonzalo Fernández de Córdoba va prendre Cefalònia (que des de llavors la Sereníssima mantindria fins a 1797), i va aturar així, temporalment, l'ofensiva otomana a l'est dels territoris venecians.

### Anys posteriors
Bandes de ghazis turcs van saquejar els territoris venecians al nord d'Itàlia, i, el 1503, Venècia va haver de buscar la pau, reconeixent el poder otomà al Mediterrani.